# Xujia Yang
Xujia Yang är en sjö i Kina. Den ligger i provinsen Jiangsu, i den östra delen av landet, omkring 200 kilometer sydost om provinshuvudstaden Nanjing. Xujia Yang ligger 3 meter över havet. Arean är 1,1 kvadratkilometer. Den ligger vid sjön Chang Yang. Trakten runt Xujia Yang består till största delen av jordbruksmark. Den sträcker sig 1,6 kilometer i nord-sydlig riktning, och 1,2 kilometer i öst-västlig riktning.
Genomsnittlig årsnederbörd är 1 712 millimeter. Den regnigaste månaden är juni, med i genomsnitt 277 mm nederbörd, och den torraste är november, med 65 mm nederbörd.